# Siarnaq (Mond)
Siarnaq  (auch Saturn XXIX) ist einer der mittleren äußeren Monde des Planeten Saturn.

## Entdeckung
Die Entdeckung von Siarnaq durch ein Team bestehend aus Brett Gladman, John J. Kavelaars, Jean-Marc Petit, Hans Scholl, Matthew J. Holman, Brian G. Marsden, Philip D. Nicholson und Joseph A. Burns auf Aufnahmen vom 23. bis zum 29. September 2000 wurde am 25. Oktober 2000 bekannt gegeben. Siarnaq erhielt zunächst die vorläufige Bezeichnung S/2000 S 3. Benannt wurde der Mond nach Siarnaq, einer Göttin aus der  Mythologie der Inuit.

## Bahndaten
Siarnaq umkreist Saturn auf einer exzentrischen Bahn in einem mittleren Abstand von 18.015.400 km in rund 896½ Tagen. Die Bahnexzentrizität beträgt 0,40, wobei die Bahn um knapp 46° gegen die Ekliptik geneigt ist, die in dieser Entfernung vom Saturn mit der Laplace-Ebene praktisch identisch ist.
Siarnaq gehört zur Inuit-Gruppe der Saturnmonde.

## Aufbau und physikalische Daten
Der Durchmesser von Siarnaq wird auf etwa 40 km geschätzt. Er besitzt eine sehr dunkle Oberfläche mit einer Albedo von etwa 0,06, d. h., nur ungefähr 6 % des eingestrahlten Sonnenlichts werden reflektiert. Mit einer scheinbaren Helligkeit von 19,9m ist er ein äußerst lichtschwaches Objekt. Die Rotationsperiode von Siarnaq beträgt etwa 10¼ Stunden.